# فرودگاه ماونتن ویلیج
فرودگاه ماونتن ویلیج (به انگلیسی: Mountain Village Airport) یک فرودگاه همگانی با کد یاتا MOU است که یک باند فرود شن دارد و طول باند آن ۱۰۶۷ متر است. این فرودگاه در شهر ماونتن ویلج، آلاسکا کشور ایالات متحده آمریکا قرار دارد و در ارتفاع ۱۰۳ متری از سطح دریا واقع شده‌است.